# Crazy Taxi: Catch a Ride
Crazy Taxi: Catch a Ride är titeln på ett spel som ingår i spelserien Crazy Taxi. Denna version av spelet är avsett att användas tillsammans med en Game Boy Advance.
1. ↑  Louis Bedigian, GZ Interview: Catch a ride in full 3D with “Crazy Taxi” for Game Boy Advance, GameZone, 26 mars 2003, läs online, läst: 2 augusti 2024, ”Speeding your way this spring is a full-3D version of Crazy Taxi…for Game Boy Advance!  Graphic State is the mastermind developer behind the project.  Creative Director Richard Whittall tells us how they did it.”.[källa från Wikidata]